# Pemberton-Vulkangürtel

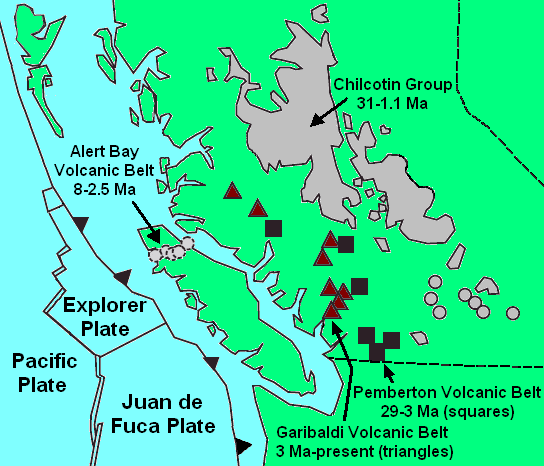
Geologische Formationen im Zusammenhang mit dem Vulkanismus im Canadian Cascade Arc, darunter der Pemberton Volcanic Belt

Der Pemberton Volcanic Belt ist ein erodierter Vulkangürtel im Südwesten der kanadischen Provinz British Columbia. Er entstand im Oligozän–Miozän in einem sanft geneigten Gebiet nahe dem Mount-Meager-Massiv. der Garibaldi- und der Pemberton-Vulkangürtel erscheinen als zu einem Vulkangürtel verschmolzen, obwohl der Pemberton-Gürtel älter ist. Der Pemberton-Vulkangürtel ist eine der geologischen Formationen, aus denen der Canadian Cascade Arc besteht, und ist infolge der Subduktion der früheren Farallon-Platte geformt worden.

## Einzelne Objekte
Zum Pemberton-Vulkangürtel gehören:
- Mount Barr Plutonic Complex
  - Mount Barr
- Chilliwack batholith
  - Slesse Mountain
- Chipmunk Mountain (Koordinaten)
- Coquihalla Mountain (Koordinaten)
- Crevasse Crag
- Franklin-Gletscher-Vulkan
- Salal Creek Pluton
- Silverthrone Caldera